# Robert Bernardis
Robert Bernardis  (Innsbruck, 7 août 1908 – prison de Plötzensee, 8 août 1944) était un militaire autrichien, membre de la résistance allemande au nazisme qui fut impliqué dans l'attentat du 20 juillet 1944 contre Adolf Hitler.

## Biographie
Bernardis suit, avec succès, une formation aux académies militaires d'Enns et de Klosterneuburg en Autriche, puis commence sa carrière comme lieutenant à Linz. Après l'Anschluss de 1938, il accepte le nouveau régime tout en gardant un esprit critique. Affecté sur le Front de l'Est, il est témoin de l'exécution de civils ce qui fait évoluer son état d'esprit et le rapproche des mouvements de résistance. Il est promu officier d'état-major en mai 1942
En 1944, malgré son âge relativement jeune, il est nommé Oberstleutnant et affecté à Berlin. Bernardis n'est pas averti de l'échec de l'attentat du 20 juillet 1944 et de la survie d'Adolf Hitler et fait partie des officiers qui déclenchent l'opération Walkyrie, soit la tentative de coup d'État. Il est arrêté par la Gestapo dans la soirée du 20 juillet, traduit devant le Tribunal du peuple le 8 août 1944, condamné à mort et exécuté par pendaison le jour même. Sa famille est déportée en camp de concentration mais survit à la guerre.